# Fótis Kóntoglou
Fótis Kóntoglou (en grec moderne : Φώτης Κόντογλου), né Fótis Apostolélis (Φώτης Αποστολέλης) à la fin du XIXe siècle (8 novembre 1895 - 13 juillet 1965) en Asie Mineure et réfugié en Grèce en 1922 lors de la Grande Catastrophe, est un peintre grec. Il sut utiliser l'influence de son héritage byzantin dans sa peinture. Il appliqua les thèmes byzantins à des sujets laïcs.

## Biographie
Fótis Apostolélis naquit en 1895 (?) à Ayvalık (anciennement Kydoníes) en Asie Mineure. Son père, marin de profession, mourut un an après sa naissance et il fut élevé par sa mère Déspina Kóntoglou (dont il porte désormais le patronyme) et son oncle Stéfanos Kóntoglou, l'abbé du monastère voisin d'Agía Paraskeví. Il passa son enfance entre le monastère, la mer et les pécheurs.
En 1913, son oncle l'inscrivit à l'École des Beaux-Arts d'Athènes. Il voyagea à partir de 1915 en France, Espagne, Portugal, Angola, etc.
Fótis Kóntoglou s'installa ensuite à Paris. Il obtint alors un prix pour les illustrations qu'il avait faites pour l'ouvrage de Knut Hamsun : Famine. Ses illustrations pour Pedro Kazas, un ouvrage qu'il avait lui-même écrit le rendirent célèbre.
Il revint voir sa famille en Asie mineure et se trouva pris dans la "Grande Catastrophe" qui le projeta avec des milliers d'autres Grecs de Turquie en Grèce. En 1923, il séjourna dans les monastères du mont Athos, où il découvrit les techniques picturales byzantines.
En 1925, Fótis Kóntoglou épousa María Chatzikamboúri, originaire comme lui d'Ayvalık. Avec ses apprentis Yánnis Tsaroúchis et Níkos Engonópoulos, il entreprit de couvrir de fresques (maintenant à la Pinacothèque nationale d'Athènes) les murs de sa maison.
En 1933, le gouvernement égyptien l'invita à travailler au Musée copte du Caire. Il resta à Athènes où il enseigna la peinture à l'université nationale et capodistrienne. Il eut certains des plus grands peintres grecs du XXe siècle comme élèves, dont Yiánnis Móralis.
Il fut responsable de la restauration des fresques de l'église de la Péribleptos à Mystrás. Il créa de très nombreuses icônes contemporaines pour différentes églises à travers la Grèce. Les plus remarquables sont dans l'église de la Kapnikaréa (église de l'Université) à Athènes. Il peignit aussi la fresque monumentale représentant les Patriarches grecs du XIXe siècle à la mairie d'Athènes.
En plus de ses tableaux, il publia plus de 3 000 articles, luttant de façon incessante pour l'Orthodoxie et la Tradition grecque. Il fut décoré de l'Ordre du Phénix (Croix de Commandeur). Pour son livre Ekfrassis de l'Iconographie orthodoxe (Expression), il reçut le prix de l'Académie d'Athènes qui lui décerna aussi sa Distinction des Arts et Lettres pour l'ensemble de son œuvre.
Il décéda le 13 juillet 1965 à Athènes.